# KK Zabok
Košarkaški klub Zabok – chorwacki zawodowy klub koszykarski z siedzibą w Zaboku. Obecnie gra w najwyższej lidze chorwackiej. 
Klub został założony w 1977 roku pod nazwą KK Ivo Lola Ribar. W 1981 klub zmienił nazwę na obecną.